# Gönen
Gönen – miasto w Turcji w prowincji Balıkesir.
Według danych na rok 2000 miasto zamieszkiwało 36 263 osób.